# Edmund du Plessis
Edmund du Plessis (* 5. April 2002) ist ein südafrikanischer Mittelstreckenläufer, der sich auf den 800-Meter-Lauf spezialisiert hat.

## Sportliche Laufbahn
Erste Erfahrungen bei internationalen Meisterschaften sammelte Edmund du Plessis im Jahr 2023, als er bei den World University Games in Chengdu mit 1:48,79 min im Halbfinale über 800 Meter ausschied. Im Jahr darauf nahm er an den Olympischen Sommerspielen in Paris teil und schied dort mit 1:45,34 min im Semifinale aus.
In den Jahren 2023 und 2024 wurde du Plessis südafrikanischer Meister im 800-Meter-Lauf.

## Persönliche Bestzeiten
- 600 Meter: 1:16,86 min, 28. November 2022 in Pretoria
- 800 Meter: 1:44,22 min, 12. Juli 2024 in Dublin